# 朴永出
朴 永出（パク・ヨンチュル、朝鮮語: 박영출、1908年1月10日または1909年 - 1975年5月9日または5月10日）は、大韓民国の政治家、牧師。第2・3代韓国国会議員。

## 経歴
慶尚北道義城郡出身。法政大学法科、日本神学校、東京神学大学卒。日本にて崇徳学舎を設立し、13年間活動した。のちに帰国し、ソウルで崇徳学舎を再び設立し、同組織を中心に活動した。そのほか、苦学生援護会長、傷痍軍人会顧問、高等考試委員などを務め、崇徳教会で牧師として活動した。1950年の第2代総選挙に義城甲選挙区より大韓国民党所属で出馬して当選し、1951年3月9日から1951年12月19日までは国会社会保健委員会委員長を務めた。自由党所属後は同党中央政治訓練院長を務めた。1954年の第3代総選挙に義城甲選挙区より自由党所属で出馬して当選し、1954年6月23日から1955年2月19日までは国会運営委員会委員長、1956年6月30日から1956年11月29日までは国会外務委員会委員長、水害救護対策特別委員会委員長などを務めた。任期中に時計の密輸事件による連坐で、憲政史上に類例のない議員資格喪失処分を受けた。
1975年5月9日に心筋梗塞によりソウル市城東区の自宅にて死去。享年67。